# Одинокая вилла
«Одинокая вилла» — немой короткометражный драматический фильм Дэвида Гриффита. Премьера состоялась в США 10 июня 1909 года.

## В ролях
- Мэри Пикфорд — дочь богача
- Дэвид Майлз — богач, отец
- Мэрион Леонард — мать
- Роберт Харрон
- Артур В. Джонсон — дворецкий
- Флоренс Лоуренс
- Оуэн Мур — грабитель
- Мак Сеннет — полицейский
- Джеймс Кирквуд — спасатель

## Сюжет
Воры пытаются ограбить дом богача. Дворецкий целуется с дамой и идёт с ней гулять. Один из воров идёт в дом. Дочь богача открывает вору дверь. Вор притворяется почтальоном и идёт к богачу. Своих дочерей жена богача уводит из комнаты, оставляя главу семейства наедине с вором. Вору не удаётся ограбить богача и он уходит с пустыми руками. Когда богач уезжает, воры прокрадываются второй раз. Воры врываются в дом и жена богача с дочерьми прячется в большой комнате. В это время ей звонит муж и она рассказывает ему о ворах в доме. Вместе с друзьями богач бежит спасти свою жену. Когда он прибегает, полицейские арестовывают воров.